# Glaukos (Sohn des Minos)

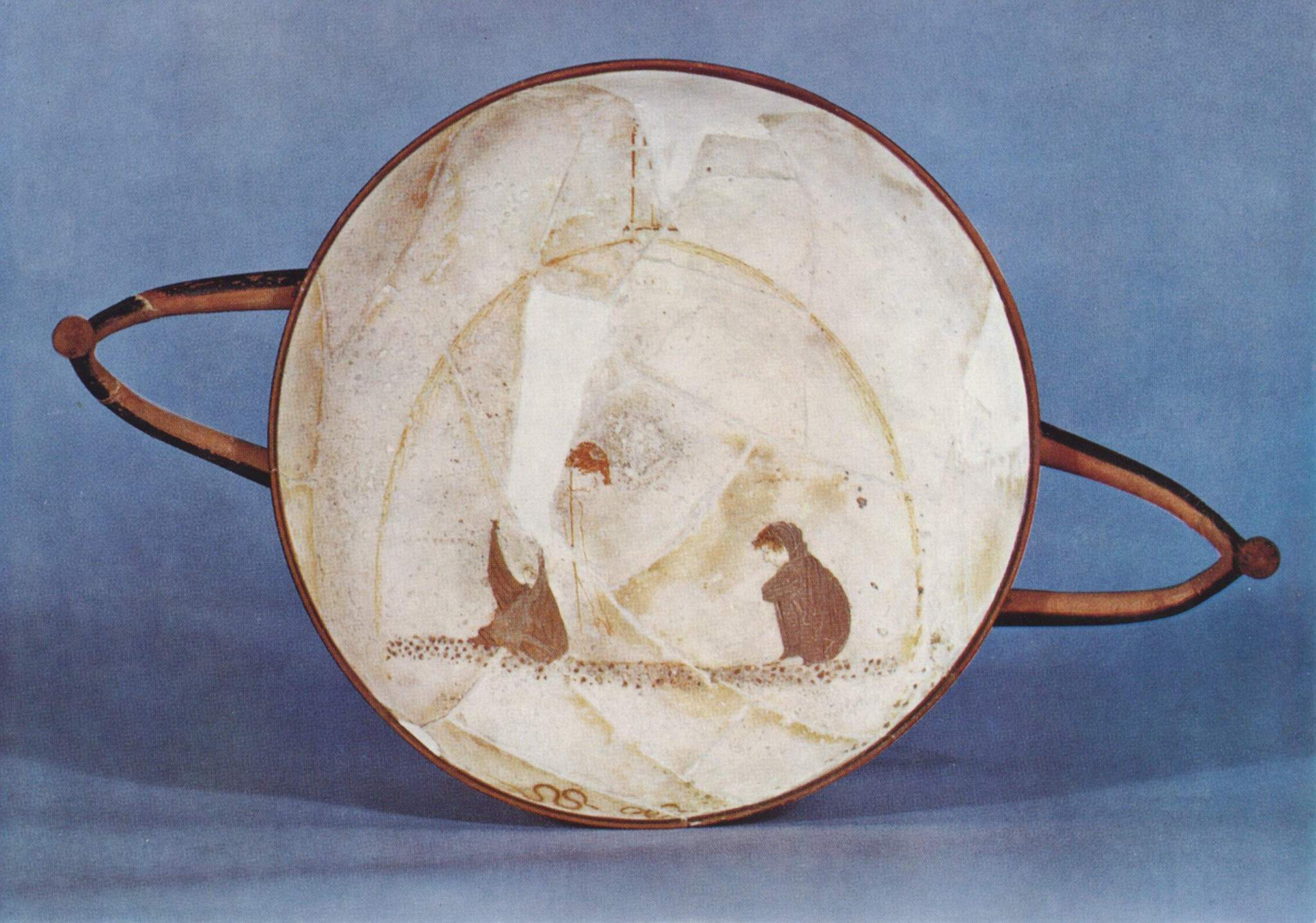
Glaukos und Polyeides im Grab. Sotades-Maler, 460–450 v. Chr.

Glaukos (altgriechisch Γλαῦκος Glaúkos), der Sohn des Minos und der Pasiphaë, wurde in der griechischen Mythologie, nachdem er gestorben war, wieder zum Leben erweckt.

## Mythos
Glaukos fiel beim Ballspiel, oder als er eine Maus im Vorratskeller fangen wollte, in ein großes Gefäß voll Honig und erstickte darin. Als sein Vater Minos ihn vermisste, ließ er nach ihm suchen, doch niemand fand ihn. Deshalb befragte er das Orakel und erhielt – entweder von Apollon oder von den Kureten – zur Antwort, ein Wunderwesen sei geboren; wer ein Gleichnis dafür erkenne, finde auch das Kind. Nun war in den Herden des Minos ein Kalb zur Welt gekommen, das seine Farbe im Tagesverlauf von weiß über rot nach schwarz änderte.
Der Seher Polyidos – oder nach anderer Überlieferung Asklepios, der nach Kreta kam – verglich die Kuh mit den Früchten des Brombeerstrauches oder denen des Maulbeerbaumes. Deshalb erhielt er den Auftrag, Glaukos zu suchen. Er beobachtete eine Eule, die am Eingang eines Weinkellers die Bienen vertrieb; er ging hinein, fand so das Kind und brachte es zu Minos. Der König jedoch forderte nun, dass er den Leichnam wiederbelebe, und sperrte den Seher zusammen mit dem toten Sohn in eine Grabkammer.
Polyidos wusste keinen Rat. Da beobachtete er eine Schlange, die sich dem Leichnam näherte, und erschlug das Tier mit seinem Stab. Nun kam eine zweite Schlange, sah das tote Tier und verschwand sofort wieder. Als sie zurückkehrte, hatte sie ein Kraut im Maul; sie legte es auf die tote Schlange, und diese erwachte zum Leben. Nun legte der Seher dasselbe Kraut auf den Leichnam des Glaukos, der so auch wieder zum Leben erweckt wurde. Nach einer anderen Überlieferung handelte es sich bei den Tieren nicht um zwei Schlangen, sondern um zwei Drachen.
Minos wollte den Seher jedoch erst dann in seine Heimat Argos zurückkehren lassen, wenn er Glaukos seine Kunst gelehrt hatte. Polyidos gehorchte, bat aber beim Abschied den Knaben, ihm in den Mund zu spucken. Dieser tat es und gab so, ohne es zu ahnen, seine Weisheit wieder an den Seher zurück.